# Le Mort-vivant
Pour les articles homonymes, voir Dead of Night et Le Mort vivant.
Pour plus de détails, voir Fiche technique et Distribution.
Le Mort-vivant (Dead of Night) est un film réalisé par Bob Clark, sorti en 1974.

## Synopsis
Andy Brooks est un jeune homme parti faire la guerre au Vietnam. Un soir, ses parents apprennent par un officier la mort de leur fils au combat. Désespérée, la mère continue à croire qu'Andy a survécu, priant pour son retour. Jusqu'au jour où Andy réapparaît sur le seuil de leur maison. Emportés par la joie, ses parents ne remarquent pas que quelque chose a changé dans son comportement. Andy ne parle presque plus, ne se nourrit plus et reste constamment enfermé dans sa chambre, pendant que des meurtres atroces terrifient la région.

## Fiche technique
- Titre original : Dead of Night
- Titre alternatif : Deathdream
- Titre français : Le Mort-vivant
- Titre canadien : Soif de sang (sortie vidéo)
- Réalisation : Bob Clark
- Scénario : Alan Ormsby (en)
- Production : Bob Clark, Gerald Flint-Shipman, Peter James, Geoffrey Nethercott et John Trent
- Sociétés de production : Impact Films et Quadrant Films
- Budget : 235 000 dollars (178 000 euros)
- Musique : Carl Zittrer
- Photographie : Jack McGowan
- Montage : Ronald Sinclair
- Décors : Forest Carpenter
- Costumes : Dyke Davis
- Pays d'origine : États-Unis, Canada, Royaume-Uni
- Format : Couleurs - 1,85:1 - Mono - 16 mm
- Genre : Fantastique Horreur, Guerre
- Durée : 88 minutes
- Dates de sortie : 30 août 1974 (États-Unis), 20 août 1975 (France)
- Film interdit aux moins de 12 ans lors de sa sortie en France
- Affiche : Jouineau Bourduge (France)

## Distribution
- John Marley : Charles Brooks
- Lynn Carlin : Christine Brooks
- Richard Backus : Andy Brooks
- Henderson Forsythe : Dr Philip Allman
- Anya Ormsby : Cathy Brooks
- Jane Daly : Joanne
- Michael Mazes : Bob
- Arthur Anderson : le facteur
- Arthur Bradley : George, le capitaine
- David Gawlikowski : le conducteur du camion
- Virginia Cortez : Rosalie, la serveuse
- Bud Hoey : Ed, le cuisinier
- Robert R. Cannon : l'homme saoul
- Raymond Michel : le policier
- Jeff Becker : le jeune garçon

## Autour du film
- Le tournage s'est déroulé du 10 novembre au 21 décembre 1972 à Brooksville, en Floride.
- Christopher Walken fut un temps pressenti pour le rôle d'Andy.
- Il s'agit du premier film de Tom Savini en tant que maquilleur.
- À noter, une petite apparition du réalisateur dans le rôle de l'officier Ted.
- Le film fut également distribué en VHS sous le titre Soif de sang[1].

## Distinctions
- Prix du scénario le plus original lors du 4e Festival international de Paris du film fantastique et de science-fiction.
- Prix du meilleur scénario, lors du Festival international du film de Catalogne en 1975.